# Black Earth (Wisconsin)
Black Earth è un comune degli Stati Uniti, situato in Wisconsin, nella Contea di Dane.